# 1811
| [ Edytuj tabelę ]              | |
| Książę Warszawski              | - 1807 Fryderyk August I 1815 |
| Emir Afganistanu               | - 1809 Mahmud Szah Durrani 1818 |
| Współksiążęta Andory           | - 1797 Francesc Antoni de la Dueña y Cisneros 1812 - 1806 Napoleon Bonaparte 1812                                                                     |
| Cesarz Austrii                 | - 1804 Franciszek II Habsburg 1835 |
| Król Bawarii                   | - 1805 Maksymilian I Józef 1825 |
| Sułtan Brunei                  | - 1807 Muhammad Kanzul Alam 1829 |
| Cesarz Chin                    | - 1796 Jiaqing 1820 |
| Król Czech                     | - 1792 Franciszek II Habsburg 1835 |
| Król Danii                     | - 1808 Fryderyk VI 1839 |
| Dalajlama                      | - 1806 Lungtok Gjaco 1815 |
| Władca Egiptu                  | - 1805 Muhammad Ali 1848 |
| Cesarz Francuzów               | - 1804 Napoleon Bonaparte 1814 |
| Prezydent Haiti                | - 1807 Henri Christophe 1811 - 1806 Alexandre Pétion 1818                                                                                             |
| Król Haiti                     | - 1811 Henryk I 1820 |
| Król Hawajów                   | - 1810 Kamehameha I 1819 |
| Król Hiszpanii                 | - 1808 Józef Bonaparte 1813 |
| Szach Iranu                    | - 1797 Fath Ali Szah 1834 |
| Państwo Wielkich Mogołów       | - 1806 Akbar Szah II 1837 |
| Król Irlandii                  | - 1760 Jerzy III Hanowerski 1820 |
| Cesarz Japonii                 | - 1779 Kōkaku 1817 |
| Kalif                          | - 1808 Mahmud II 1839 |
| Patriarcha Konstantynopola     | - 1809 Jeremiasz IV 1813 |
| Władca Korei                   | - 1800 Sunjo 1834 |
| Emir Kuwejtu                   | - 1762 Abd Allah I 1814 |
| Książę Liechtensteinu          | - 1805 Jan I 1836 |
| Sułtan Maroka                  | - 1792 Maulaj Sulajman 1822 |
| Król Nepalu                    | - 1799 Girvan Yudha 1816 |
| Premier Nepalu                 | - 1806 Bhimsen Thapa 1837 |
| Król Norwegii                  | - 1784 Fryderyk VI 1814 |
| Sułtan Omanu                   | - 1807 Sa’id ibn Sultan 1856 |
| Papież                         | - 1800 Pius VII 1823 |
| Konsul Paragwaju               | - 1811 Fulgencio Yegros 1811 |
| Król Portugalii                | - 1777 Maria I 1816 |
| Król Prus                      | - 1797 Fryderyk Wilhelm III 1840 |
| Car Rosji                      | - 1801 Aleksander I 1825 |
| Król Saksonii                  | - 1806 Fryderyk August I 1827 |
| Kapitanowie Regenci San Marino | - 1810 Antonio Onofri Marino Francesconi 1811 - 1811 Francesco Maria Belluzzi Marino Bertoni 1811 - 1811 Giuseppe Mercuri Pier Vincenzo Giannini 1812 |
| Król Sardynii                  | - 1802 Wiktor Emanuel I 1821 |
| Król Szwecji                   | - 1809 Karol XIII 1818 |
| Król Tajlandii                 | - 1809 Buddha Loetla Nabhalai 1824 |
| Sułtan Turków                  | - 1808 Mahmud II 1839 |
| Prezydent USA                  | - 1809 James Madison 1817 |
| Król Węgier                    | - 1792 Franciszek 1835 |
| Monarcha Wielkiej Brytanii     | - 1760 Jerzy III 1820 |
| Premier Wielkiej Brytanii      | - 1809 Spencer Perceval 1812 |
| Cesarz Wietnamu                | - 1802 Gia Long 1820 |
| Król Włoch                     | - 1805 Napoleon I 1814 |

Rok 1811 / MDCCCXI
stulecia: XVIII wiek ~
XIX wiek ~
XX wiek

dziesięciolecia:
1780–1789 •
1790–1799 •
1800–1809 •
1810–1819
• 1820–1829
• 1830–1839
• 1840–1849

lata: 1801 «
1806 «
1807 «
1808 «
1809 «
1810 «
1811
» 1812
» 1813
» 1814
» 1815
» 1816
» 1821

## Wydarzenia w Polsce
- 24 stycznia – Paschalis Jakubowicz przekazał swoje ziemie w Lipkowie swemu synowi Feliksowi.
- 9 lutego – powstała loża wolnomularska Wolność Odzyskana.
- 24 kwietnia – król Prus Fryderyk Wilhelm III Hohenzollern wydał edykt o przeniesieniu do Wrocławia i połączeniu Uniwersytetu Viadrina we Frankfurcie nad Odrą z tamtejszą Akademią Leopoldyńską (dziś Uniwersytet Wrocławski).
- 4 czerwca – otwarto Szkołę Dramatyczną przy Teatrze Narodowym. Dyrektorem Szkoły został Wojciech Bogusławski.
- 21 sierpnia – w Reszlu została spalona na stosie Barbara Zdunk, uznana za czarownicę.

- Początek znoszenia pańszczyzny na ziemiach polskich pod zaborem pruskim.
- Założono Ogród Botaniczny w Warszawie
- Otwarto uzdrowisko w Swoszowicach należących do miasta Kraków.

## Wydarzenia na świecie
- 8 stycznia – w regionie German Coast w Luizjanie wybuchło największe w historii USA powstanie niewolników pod wodzą Charlesa Deslondesa.
- 20 lutego – Austria ogłosiła bankructwo.
- 1 marca – na polecenie wicekróla Egiptu Muhammada Ali dokonano w Kairze masakry kilkuset emirów mameluckich.
- 2 marca – zwycięstwo Hiszpanów nad argentyńskimi powstańcami w bitwie na rzece Parana pod San Nicolás.
- 5 marca – wojny napoleońskie w Hiszpanii i Portugalii: zwycięstwo wojsk brytyjsko-hiszpańsko-portugalskich nad francuskimi w bitwie pod Barossą.
- 9 marca – zwycięstwo rojalistów paragwajskich nad wojskami Zjednoczonych Prowincji Rio de La Plata w bitwie pod Tacuarí.
- 11 marca – wojny napoleońskie w Hiszpanii i Portugalii: zwycięstwo wojsk francuskich nad brytyjsko-portugalskimi w bitwa pod Pombal.
- 12 marca – wojny napoleońskie w Hiszpanii i Portugalii: zwycięstwo wojsk francuskich nad brytyjsko-portugalskimi w bitwie pod Redinha.
- 13 marca – wojny napoleońskie: zwycięstwo floty brytyjskiej nad francuską w bitwie morskiej koło Lissy.
- 25 marca – francuski astronom Honoré Flaugergues odkrył kometę C/1811 F1 (Wielką Kometę 1811 roku), którą w Panu Tadeuszu opisał Adam Mickiewicz.
- 28 marca – prezydent Haiti Henri Christophe wprowadził monarchię i ogłosił się królem Henrykiem I.
- 3 kwietnia – wojny napoleońskie w Hiszpanii i Portugalii: zwycięstwo wojsk portugalsko-brytyjskich nad francuskimi w bitwie pod Sabugal.
- 20 kwietnia – na Haiti ustanowiono Order św. Henryka.
- 5 maja – wojny napoleońskie w Hiszpanii i Portugalii: zwycięstwo wojsk angielsko-portugalskich nad francuskimi w bitwie pod Fuentes de Oñoro.
- 15 maja – Paragwaj ogłosił niepodległość od Hiszpanii.
- 16 maja:
  - wojny napoleońskie w Hiszpanii i Portugalii: miała miejsce bitwa pod Albuerą.
  - u wybrzeży Karoliny Północnej doszło do tzw. incydentu z Little Belt, który stał się jednym z powodów wybuchu wojny brytyjsko-amerykańskiej w roku następnym.
- 18 maja – zwycięstwo powstańców urugwajskich w bitwie pod Las Piedras.
- 21 maja – w USA został opatentowany karabin Halla.
- 1 czerwca – powstał austriacki kodeks ABGB (uzyskał sankcję cesarską).
- 28 czerwca – wojny napoleońskie w Hiszpanii i Portugalii: po 2-miesięcznym oblężeniu wojska napoleońskie zdobyły hiszpańską Tarragonę.
- 5 lipca – Kongres zwołany z inicjatywy Simona Bolivara proklamował w Caracas pełną niezawisłość Wenezueli.
- 11 lipca – Amedeo Avogadro opublikował prawo Avogadra.
- 27 lipca – w Królewcu, z rozkazu Fryderyka Wilhelma III, komisyjnie zniszczono i przetopiono polskie insygnia koronacyjne. Z pozyskanego złota i srebra wybito monety. Kamienie szlachetne i inne przedmioty niewykonane z drogocennych kruszców sprzedano.
- 3 sierpnia – pierwszego wejścia na Jungfrau (4158 m n.p.m.) dokonali bracia Meyer: Johann Rudolf i Hieronim.
- 2 września – założono Uniwersytet w Oslo.
- 28 listopada – w Lipsku miała miejsce prapremiera V koncertu fortepianowego Beethovena.
- 16 grudnia – w dolinie Missisipi, w okolicy miasta New Madrid, doszło na najpotężniejszego trzęsienia ziemi w historii USA, o sile ok. 8 stopni w skali Richtera. Zniszczeniu uległo 5 miasteczek, a rzeka Missisipi na krótki czas odwróciła swój bieg.
- 24 grudnia – u wybrzeży Jutlandii rozbiły się w czasie sztormu brytyjskie okręty HMS „Defence” i HMS „St. George”; zginęło około 1300 marynarzy.
- 26 grudnia – 72 osoby zginęły w pożarze teatru w Richmond. Wśród ofiar był p.o. gubernatora Wirginii George W. Smith.

## Urodzili się
- 1 stycznia – Paweł Darasz, polski lekarz, działacz niepodległościowy oraz powstaniec listopadowy (zm. 1872)
- 6 stycznia – Charles Sumner, amerykański polityk, abolicjonista, senator ze stanu Massachusetts (zm. 1874)
- 15 stycznia – Józef Cafasso, włoski duchowny katolicki, święty (zm. 1860)
- 16 stycznia
  - Jan Dzierżon, polski duchowny katolicki, pszczelarz (zm. 1906)
  - William Alexander Richardson, amerykański polityk, senator ze stanu Illinois (zm. 1875)
- 4 lutego – Piotr Julian Eymard, francuski marysta, założyciel Kongregacji Eucharystianów, święty katolicki (zm. 1868)
- 8 lutego - Edwin D. Morgan, amerykański polityk, senator ze stanu Nowy Jork (zm. 1883)
- 8 marca - Jan Tyssowski, polski działacz polityczny, dowódca powstania krakowskiego (zm. 1857)
- 9 marca – Emilia de Villeneuve, francuska zakonnica, założycielka Sióstr od NMP Niepokalanego Poczęcia, święta katolicka (zm. 1854)
- 10 marca - Tomasz August Olizarowski, polski dramaturg (zm. 1879)
- 20 marca – Napoleon II Bonaparte, następca tronu I Cesarstwa Francuskiego (zm. 1832)
- 28 marca – Jan Nepomucen Neumann, czeski redemptorysta działający w USA, biskup Filadelfii, święty katolicki (zm. 1860)
- 31 marca – Józef Tous y Soler, hiszpański kapucyn, założyciel kapucynek NMP Matki Bożego Pasterza, błogosławiony katolicki (zm. 1871)
- 21 kwietnia – Stanisław Egbert Koźmian, polski tłumacz, poeta, dramaturg, publicysta (zm. 1885)
- 11 maja – Chang i Eng Bunker, urodzili się złączeni tkanką chrzęstną w okolicy mostka, że zaś pochodzili z Królestwa Syjamu przyjęło się określenie tej wady rozwojowej mianem „bliźnięta syjamskie” (zm. 1874)
- 25 maja - Antoni Junosza Gałecki, polski duchowny katolicki, biskup administrator diecezji krakowskiej (zm. 1885)
- 27 maja – Maria Józefa Rossello, włoska zakonnica, święta katolicka (zm. 1880)
- 30 maja – Wissarion Grigoriewicz Bieliński, teoretyk kierunku rewolucyjnego demokratyzmu (zm. 1848)
- 14 czerwca – Harriet Beecher Stowe, amerykańska pisarka i działaczka społeczna (zm. 1896)
- 18 lipca – William Makepeace Thackeray, brytyjski pisarz (zm. 1863)
- 5 sierpnia – Ambroise Thomas, francuski kompozytor (zm. 1896)
- 11 sierpnia - Judah Benjamin, amerykański polityk, Sekretarz Stanu USA (zm. 1884)
- 6 października – Maria Róża Durocher, kanadyjska zakonnica, błogosławiona katolicka (zm. 1849)
- 22 października – Ferenc Liszt, węgierski pianista i kompozytor (zm. 1886)
- 25 października – Évariste Galois, matematyk francuski (zm. 1832)
- 27 października – Isaac Merritt Singer, amerykański wynalazca współczesnej maszyny do szycia (zm. 1875)
- 6 listopada – Leonard Rettel, polski pisarz, poeta i tłumacz (zm. 1885)
- 19 grudnia - Adam Bielecki, polski duchowny katolicki, działacz niepodległościowy (zm. 1859)
- 29 grudnia – Franciszek od Jezusa, Maryi, Józefa Palau y Quer, hiszpański karmelita, błogosławiony katolicki (zm. 1872)

- data dzienna nieznana: 
  - Jan Chrzciciel Chŏn Chang-un, koreański męczennik, święty katolicki (zm. 1866)
  - Teresa Kim Im-i, koreańska męczennica, święta katolicka (zm. 1846)
  - Christian Maclagan, szkocka archeolog i antykwariuszka (zm. 1901)
  - Hieronim Lu Tingmei, chiński męczennik, święty katolicki (zm. 1858)
  - Magdalena Yi Yŏng-dŏk, koreańska męczennica, święta katolicka (zm. 1839)

## Zmarli
- 9 lutego – Nevil Maskelyne, brytyjski astronom (ur. 1732)
- 10 czerwca – Karol Fryderyk, wielki książę Badenii (ur. 1728)
- 30 lipca – Miguel Hidalgo y Costilla, ksiądz katolicki, przywódca meksykańskiego powstania narodowego (ur. 1753)
- 14 sierpnia – Pierre Durand de Maillane, francuski prawnik (ur. 1729)
- 21 sierpnia – Barbara Zdunk, ostatnia osoba w Europie, stracona przez spalenie na stosie (ur. 1769)
- 31 sierpnia – Louis Antoine de Bougainville, największy francuski odkrywca, kapitan francuskiej wyprawy dookoła świata (ur. 1729)
- 8 września – Peter Simon Pallas, niemiecki, zoolog i botanik (ur. 1741)
- 15 listopada – Józef Pignatelli, hiszpański jezuita, święty katolicki (ur. 1737)
- 27 listopada – Gaspar Melchor de Jovellanos, hiszpański polityk, prawnik, ekonomista (ur. 1744)
- 11 grudnia – Seweryn Rzewuski, hetman polny koronny, jeden z przywódców konfederacji targowickiej (ur. 1743)

## Święta ruchome
- Tłusty czwartek: 21 lutego
- Ostatki: 26 lutego
- Popielec: 27 lutego
- Niedziela Palmowa: 7 kwietnia
- Wielki Czwartek: 11 kwietnia
- Wielki Piątek: 12 kwietnia
- Wielka Sobota: 13 kwietnia
- Wielkanoc: 14 kwietnia
- Poniedziałek Wielkanocny: 15 kwietnia
- Wniebowstąpienie Pańskie: 23 maja
- Zesłanie Ducha Świętego: 2 czerwca
- Boże Ciało: 13 czerwca